# 叶子 (1911年)
叶子（1911年5月24日—2012年8月26日），原名叶仲寅，女，河北大城人，话剧演员。丈夫为戏剧家熊佛西。
叶子出生于1911年5月24日，早年就读于北京女子师范大学国文系，期间能加了业余话剧团。后决定专职从事话剧事业，并为此与父亲决裂。1935年她考入南京国立戏剧专科学校。抗日战争期间曾在怒潮剧社演出，出演过《前夜》、《放下你的鞭子》等剧。后来又到重庆，出演《全民总动员》、《中国万岁》等。抗战结束后于1938年起任职于四川省立戏剧教育实验学校并在学校的表证剧团演出。后来又赴上海实验戏剧学校任教。中华人民共和国成立后叶子于1950年加入北京人民艺术剧院。1953年她在话剧《龙须沟》中出演丁四嫂一角。1966年后因病退出舞台。
她还曾任第一至五届北京市人大代表。
2012年8月26日，叶子因病医治无效，在北京隆福医院逝世，终年101岁。